# ビトム公国

ビトム公国
Księstwo Bytomskie（pl）
Herzogtum Beuthen（de）

薄い紫色の部分（1284-1287）

ビトム公国（波:Księstwo Bytomskie、独:Herzogtum Beuthen）は、中世ポーランドの分裂期に成立したシロンスク公国群の一つ。首都はビトム。

## 歴史
オポーレ公ヴワディスワフ・オポルスキの死後、オポーレ公国は彼の息子達によって分割相続され、1281年頃に高地シロンスクに創設された。次男のカジミェシュはビトム公となり、最初は弟のボルコ1世と共にオポーレ公国を共同統治していたが、1284年に領土を分割、以後は単独統治となった。義弟のヴロツワフ公ヘンリク4世との対立は1289年にボヘミア王ヴァーツラフ2世への臣従を誓うこととなり、カジミェシュはボヘミア王冠に臣属を認めた最初のシロンスク諸公となった。
1355年、カジミェシュの孫のボレスワフが死亡、シロンスク・ピャスト家のビトムにおける分家が絶えたことで遺産相続争いが起こり、ボレスワフの未亡人マルケータ・ゼ・シュテルンベルカはコジュレの支配権を含む公国の北部をオレシニツァ公コンラト1世に、公国の残りの部分をチェシン公カジミェシュ1世に譲らなければならなかった。1459年にチェシン公ヴァツワフ1世が自分の所有するビトム公国をオレシニツァ公コンラト9世に売却するまでビトム公国は分裂したままで、彼の統治中に再統一された。
1472年、ハンガリー王でありボヘミア王（対立王）でもあったマーチャーシュ1世がビトム公国を併合し、ジェロティン家のJan卿に対して担保とした。1498年にヤン2世ドブルィの統治下で、ビトム公国はオポーレ公国に併合された。ヤン2世はブランデンブルク＝アンスバッハ辺境伯ゲオルクと相続協定を結び、1526年にボヘミア王兼ハンガリー王ラヨシュ2世によってオポーレ公国を与えられた。
しかし彼の統治をラヨシュ2世の王位を継承したハプスブルク家は認めず、シレジアにおけるホーエンツォレルン家の支配権を虎視眈々と狙っていた。1620年の白山の戦いの後、神聖ローマ皇帝フェルディナント2世は、ブランデンブルク選帝侯ゲオルク・ヴィルヘルムからシレジアを奪う機会を得た。それからビトム公国は、1742年のプロイセン王国による併合までハプスブルク君主国の中の領邦のままだった。